# Biografielijst Zb

## Zbe

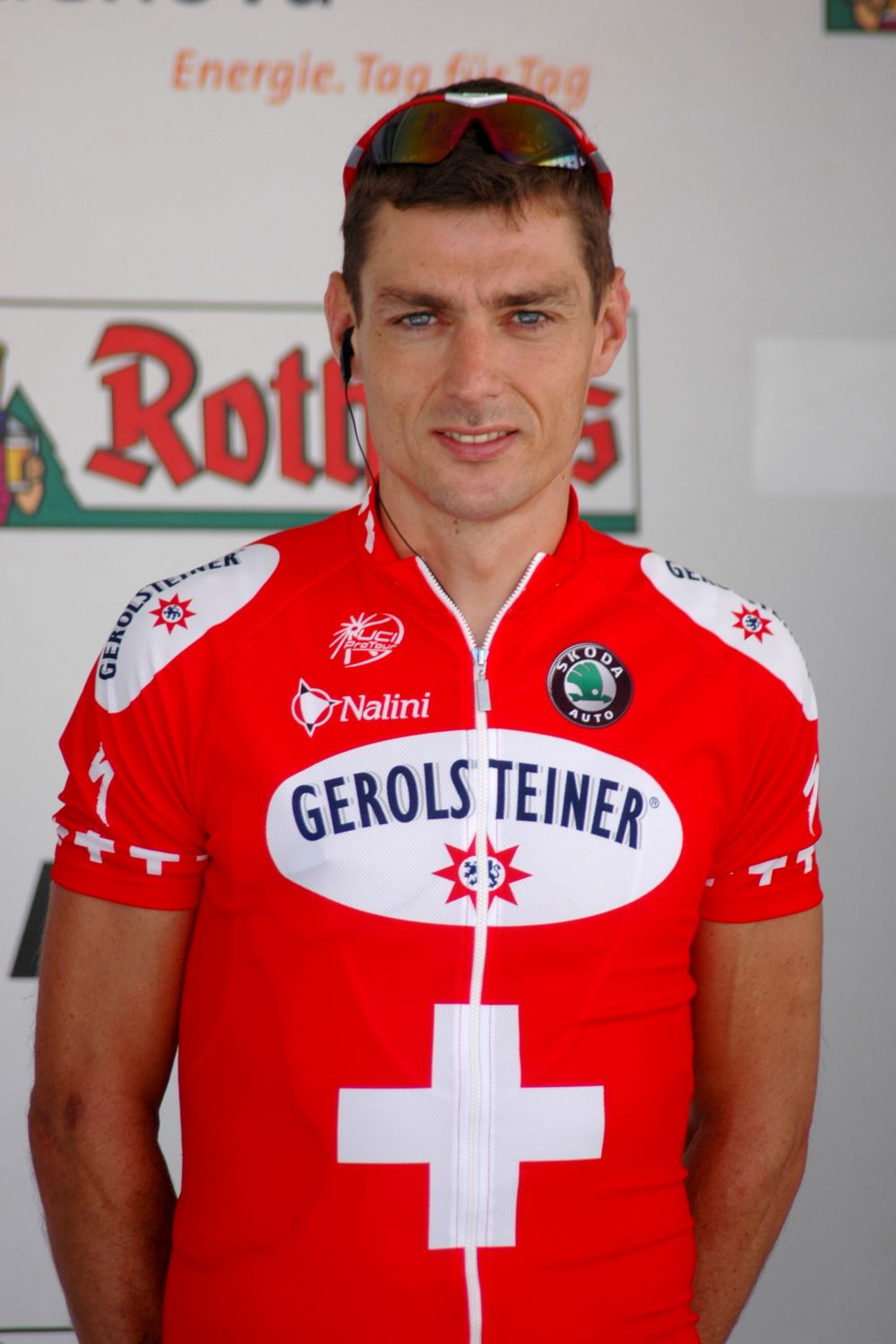
Beat Zberg (2007)

- Beat Zberg (1971), Zwitsers wielrenner
- Markus Zberg (1974), Zwitsers wielrenner